# Hypercalymnia ampijaroa
Hypercalymnia ampijaroa là một loài bướm đêm trong họ Noctuidae.